# Discorhabdella urizae
Discorhabdella urizae är en svampdjursart som beskrevs av Maldonado, Carmona, van Soest och Pomponi 200. Discorhabdella urizae ingår i släktet Discorhabdella och familjen Crambeidae. Inga underarter finns listade i Catalogue of Life.